# 第135回天皇賞
第135回天皇賞（だい135かいてんのうしょう）は、2007年（平成19年）4月29日に京都競馬場で施行された競馬競走である。

## レース施行時の状況
2005年に三冠を達成したディープインパクトは2006年一つ年を重ね古馬となり、圧倒的な強さで春は天皇賞（春）と、宝塚記念を制覇。秋はフランスの凱旋門賞へ遠征。ディープインパクトが不在の天皇賞（秋）はダイワメジャーが制覇した。
オーストラリアの長距離GIレース、メルボルンカップでは日本から遠征したデルタブルースと、ポップロックの5歳馬が1、2着となり、海外のGIレースで日本調教馬が史上初のワンツーフィニッシュを決めた。
2006年のクラシック路線は第67回菊花賞おいてメイショウサムソンの2年連続の三冠が期待された。負かしたのは伏兵のソングオブウインド。2着ドリームパスポート、3着アドマイヤメイン、メイショウサムソンは4着と敗退して三冠はならなかった。
ジャパンカップはディープインパクトが凱旋門賞からの帰国後一戦となった。その内3歳馬からはメイショウサムソンとドリームパスポートが参戦し、ディープインパクトが1着、2着にドリームパスポート、6着にメイショウサムソンとなった。
香港国際競走の香港ヴァーズはソングオブウインドとアドマイヤメインが参戦するが、共に4、8着に敗退。しかもソングオブウインドはレース後故障し、引退を余儀なくされた。
そして日本競馬の総決算、有馬記念もディープインパクトの独擅場となり、2着ポップロック以下、ダイワメジャー、ドリームパスポート、メイショウサムソン、デルタブルースの順で決着した（レースに関する詳細については第51回有馬記念を参照）。
そして本年の古馬中長距離路線は、一つ年を重ねた6歳以上古馬と、4歳古馬との争いとなった。前年古馬中長距離路線のなかではダイワメジャー、デルタブルース、ポップロック、コスモバルクら6歳馬が中核となり、4歳馬ではメイショウサムソン、アドマイヤムーン、ドリームパスポート、アドマイヤメインらが中核となった。その内、本年の天皇賞（春）を目指したのはデルタブルース、メイショウサムソン、ドリームパスポートの3頭となった。またGI路線から外れた中長距離路線ではアイポッパー、トウカイトリック、マツリダゴッホらが頭角をあらわし、天皇賞(春)を狙っていた。
京都記念はアドマイヤムーンがポップロックを下し、共にドバイワールドカップミーティングに参加したので、天皇賞（春）は不参戦になった。
関西の前哨戦、阪神大賞典はデルタブルース、ドリームパスポート、アイポッパー、トウカイトリックらが集った。レースはアイポッパーがドリームパスポートをハナ差下し、トウカイトリック、デルタブルースの順番で先着した。しかし、ドリームパスポートはレース後骨折し、天皇賞は不参戦となった。
関東の前哨戦、日経賞はネヴァブションが3連勝で重賞初制覇。2着にトウショウナイト、3着にマツリダゴッホで決着。
そして、もう一つの関西の前哨戦、産経大阪杯はメイショウサムソンとコスモバルクの対決となったが、メイショウサムソンは以前の先行策から中団待機策に転じると、4コーナーから先頭に取り付き、激しい競り合いを制して、前年の東京優駿以来となる勝ち星を挙げた。
迎えた第135回天皇賞は、長距離の安定感が評価されアイポッパーが1番人気に。メイショウサムソンは2番人気、デルタブルースが3番人気となった。特にメイショウサムソンは前年の菊花賞の敗退から、京都の高速馬場への適性と距離が不安視された。

### 前哨戦の結果
第100回京都記念
| 着順 | 競走馬名         | 性齢 | 騎手       | タイム | 着差   |
| ---- | ---------------- | ---- | ---------- | ------ | ------ |
| 1    | アドマイヤムーン | 牡4  | 武豊       | 2:17.2 |        |
| 2    | ポップロック     | 牡6  | ペリエ     | 2:17.2 | アタマ |
| 3    | トウショウナイト | 牡6  | 武士沢友治 | 2:17.4 | 1 1/4  |

第55回阪神大賞典
| 着順 | 競走馬名           | 性齢 | 騎手     | タイム | 着差    |
| ---- | ------------------ | ---- | -------- | ------ | ------- |
| 1    | アイポッパー       | 牡7  | 武豊     | 3:08.3 |         |
| 2    | ドリームパスポート | 牡4  | 安藤勝己 | 3:08.3 | 1/2馬身 |
| 3    | トウカイトリック   | 牡5  | 池添謙一 | 3:08.3 | クビ    |

第55回日経賞
| 着順 | 競走馬名         | 性齢 | 騎手       | タイム | 着差    |
| ---- | ---------------- | ---- | ---------- | ------ | ------- |
| 1    | ネヴァブション   | 牡4  | 北村宏司   | 2:31.8 |         |
| 2    | トウショウナイト | 牡6  | 武士沢友治 | 2:31.9 | 1/2馬身 |
| 3    | マツリダゴッホ   | 牡4  | 横山典弘   | 2:32.0 | クビ    |

第51回産経大阪杯
| 着順 | 競走馬名           | 性齢 | 騎手     | タイム | 着差    |
| ---- | ------------------ | ---- | -------- | ------ | ------- |
| 1    | メイショウサムソン | 牡4  | 石橋守   | 2:01.4 |         |
| 2    | シャドウゲイト     | 牡5  | 安藤光彰 | 2:01.5 | 1/2馬身 |
| 3    | メイショウオウテ   | 牡5  | 四位洋文 | 2:01.6 | クビ    |

## 出走馬と枠順
天候：晴れ、芝：良馬場、発走時刻：15時40分
| 枠番 | 馬番 | 競走馬名           | 性齢 | 騎手       | オッズ        | 調教師     |
| ---- | ---- | ------------------ | ---- | ---------- | ------------- | ---------- |
| 1    | 1    | マツリダゴッホ     | 牡4  | 横山典弘   | 9.6（5人）    | 国枝栄     |
| 1    | 2    | ファストタテヤマ   | 牡8  | 武幸四郎   | 27.8（9人）   | 安田伊佐夫 |
| 2    | 3    | ユメノシルシ       | 牡5  | 吉田豊     | 31.3（10人）  | 大久保洋吉 |
| 2    | 4    | アドマイヤモナーク | 牡6  | 村田一誠   | 144.9（16人） | 松田博資   |
| 3    | 5    | アドマイヤタイトル | 牡5  | 四位洋文   | 61.4（12人）  | 河野通文   |
| 3    | 6    | メイショウサムソン | 牡4  | 石橋守     | 4.5（2人）    | 高橋成忠   |
| 4    | 7    | トウカイエリート   | 牡7  | 川田将雅   | 78.6（13人）  | 松元省一   |
| 4    | 8    | アイポッパー       | 牡7  | 安藤勝己   | 3.8（1人）    | 清水出美   |
| 5    | 9    | ウイングランツ     | 牡7  | 秋山真一郎 | 143.0（15人） | 高市圭二   |
| 5    | 10   | トウショウナイト   | 牡6  | 武士沢友治 | 12.1（6人）   | 保田一隆   |
| 6    | 11   | マイソールサウンド | 牡8  | 角田晃一   | 99.1（14人）  | 西浦勝一   |
| 6    | 12   | トウカイトリック   | 牡5  | 池添謙一   | 9.2（4人）    | 松元省一   |
| 7    | 13   | ダークメッセージ   | 牡5  | 佐藤哲三   | 23.5（8人）   | 佐々木晶三 |
| 7    | 14   | ネヴァブション     | 牡4  | 北村宏司   | 12.5（7人）   | 伊藤正徳   |
| 8    | 15   | デルタブルース     | 牡6  | 岩田康誠   | 4.6（3人）    | 角居勝彦   |
| 8    | 16   | エリモエクスパイア | 牡4  | 福永祐一   | 49.3（11人）  | 大久保龍志 |

## レース展開

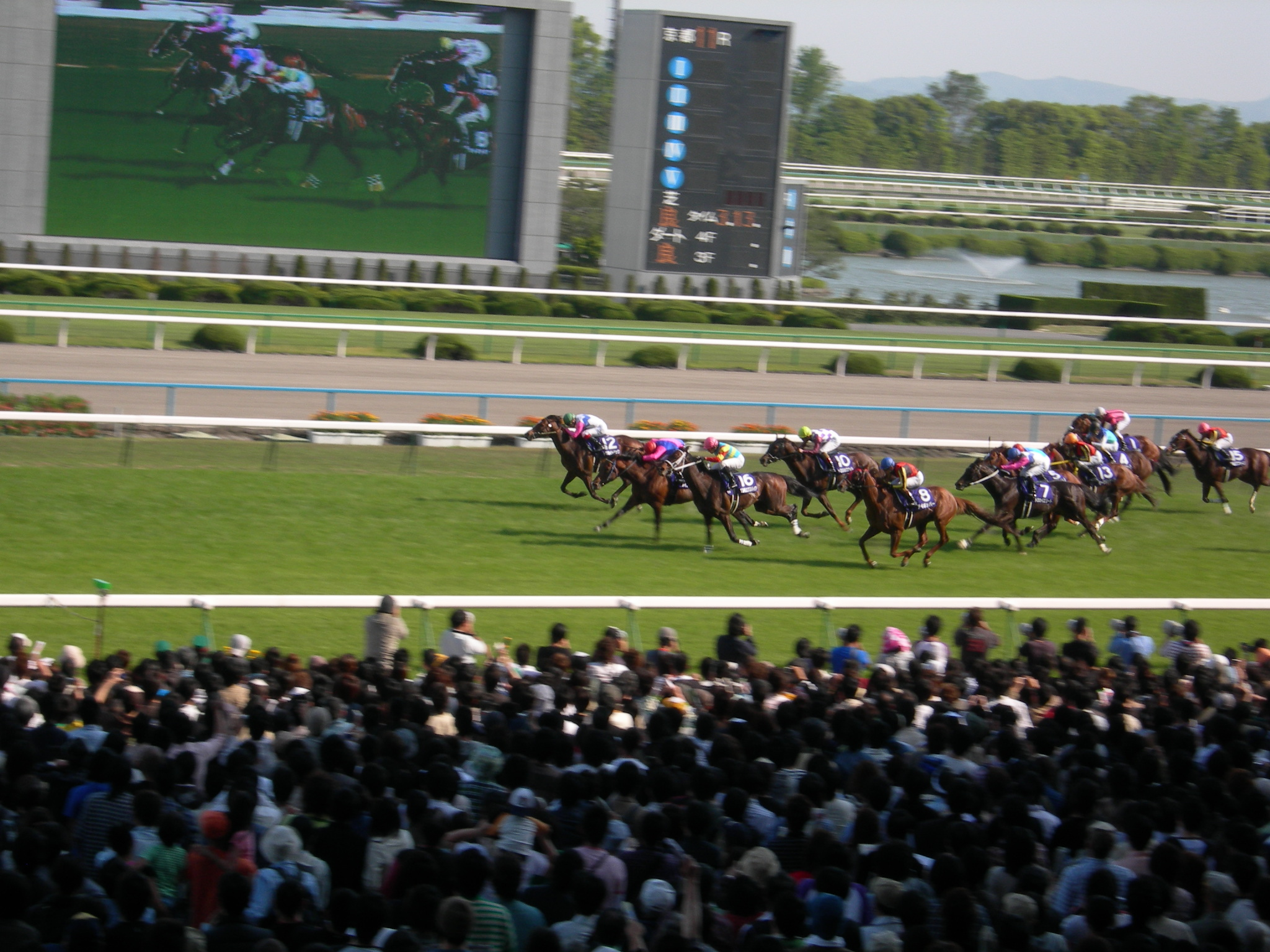
ゴール前の攻防戦

スタートが切られると、アイポッパーと、トウカイトリックが出負け。しかしトウカイトリックは手綱を動かし前目へ進める。先頭に立ったのはユメノシルシ。2番手集団にマイソールサウンドと、マツリダゴッホ。3,4番手にデルタブルース、トウショウナイトが続く。5.6番手にトウカイトリック、掛かる素振りでエリモエクスパイア、アドマイヤモナークが続き、メイショウサムソンは馬群の中団8番手に構える。後方に続くのがファストタテヤマ、トウカイエリート、ダークメッセージ、アイポッパー、ウイングランツ、ネヴァブションが最後方。最初の坂を下るとユメノシルシが軽快な先行力で後続を引っ張り、縦長で全体のペースは速め。1.2コーナー曲がり向正面までユメノシルシは速いペースで後続を引っ張る。距離の半分の1600mを切った辺りでユメノシルシら先行勢のペースが落ち着き、馬群は固まった状態で2回目の坂上を駆け上がる。ここでメイショウサムソン・鞍上石橋が勝負所と見て早めのスパートを仕掛け、それに釣られてデルタブルースとトウショウナイトも仕掛けると、全頭残り800mからスパート。そしてメイショウサムソンは猛然と先頭集団に並ぶと、直線手前で先頭を奪い、メイショウサムソンを先頭に全馬が固まり、メイショウサムソン目掛けてゴールまでの直線の激しい叩き合い。先頭に立つメイショウサムソンは後続馬群を一身に受け止める。残り200mでメイショウサムソンは、右内側からトウカイトリックに抜かれるが、再び盛り返してゴール直前で左側から競り込んだエリモエクスパイアをハナ差凌いでゴールイン。1番人気のアイポッパーは後方大外から追い込むが、レースは決した後だった。

## レース結果
| 着順 | 枠番 | 馬番 | 競走馬名           | タイム | 着差      |
| ---- | ---- | ---- | ------------------ | ------ | --------- |
| 1    | 3    | 6    | メイショウサムソン | 3.14.1 |           |
| 2    | 8    | 16   | エリモエクスパイア | 3.14.1 | ハナ      |
| 3    | 6    | 12   | トウカイトリック   | 3.14.1 | クビ      |
| 4    | 4    | 8    | アイポッパー       | 3.14.2 | 1/2馬身   |
| 5    | 5    | 10   | トウショウナイト   | 3.14.4 | 1 1/4馬身 |
| 6    | 4    | 7    | トウカイエリート   | 3.14.5 | 3/4馬身   |
| 7    | 3    | 5    | アドマイヤタイトル | 3.14.6 | クビ      |
| 8    | 7    | 13   | ダークメッセージ   | 3.14.8 | 1 1/4馬身 |
| 9    | 2    | 4    | アドマイヤモナーク | 3.14.9 | 3/4馬身   |
| 10   | 1    | 2    | ファストタテヤマ   | 3.15.1 | 1 1/2馬身 |
| 11   | 1    | 1    | マツリダゴッホ     | 3.15.1 | クビ      |
| 12   | 8    | 15   | デルタブルース     | 3.15.2 | クビ      |
| 13   | 7    | 14   | ネヴァブション     | 3.15.4 | 1 1/2馬身 |
| 14   | 5    | 9    | ウイングランツ     | 3.15.9 | 3馬身     |
| 15   | 2    | 3    | ユメノシルシ       | 3.18.1 | 大差      |
| 16   | 6    | 11   | マイソールサウンド | 3.21.7 | 大差      |

### データ
| 1,000m通過タイム    | 60.3秒（ユメノシルシ）  |
| 2,000m通過タイム    | 122.0秒（ユメノシルシ） |
| 上がり4ハロン       | 36.9秒                  |
| 上がり3ハロン       | 34.8秒                  |
| 優勝馬上がり3ハロン | 34.7秒                  |

| ラップ | 13.2 - 11.9 - 11.8 - 11.6 - 11.8 - 11.6 - 11.8 - 13.0 - 12.9- 12.4 -13.0 - 12.5 - 11.8 -11.2 - 11.3 - 12.3 |

### 払戻金
| 単勝   | 6       | 450円     |
| 複勝   | 6       | 220円     |
| 複勝   | 16      | 1,420円   |
| 複勝   | 12      | 290円     |
| 枠連   | 3-8     | 1,070円   |
| 馬連   | 6-16    | 20,750円  |
| 馬単   | 6-16    | 25,210円  |
| 3連複  | 6-12-16 | 44,540円  |
| 3連単  | 6-16-12 | 306,390円 |
| ワイド | 6-16    | 5,350円   |
| ワイド | 6-12    | 960円     |
| ワイド | 12-16   | 4,620円   |

## レースにまつわるエピソード
前半1000mの60.3秒は前年の天皇賞(春)と同じラップで速い。ディープインパクトとメイショウサムソンが最後の坂上を駆け上がった地点からスパートを仕掛けたところまで同じ。但し前年と違う点は、ディープインパクト自身が単独でスパートを仕掛けたのに対して、メイショウサムソンの場合は自身スパートを仕掛けたと同時にほとんどの馬がスパートをせざるを得なかった点である。このため先頭集団が早めのスパートについて来られず潰れて、直線で末脚勝負する後方待機組は仕掛けを早められて前を捉えることはできなかった。出走した上位9着が3分14秒以内でゴールインしたあと、殆どの馬がコーナーを曲がりきれずに疲れ果ててしまった。過去3分14秒以内で入線した馬は2007年までディープインパクト、リンカーン、マヤノトップガン、サクラローレル、マーベラスサンデーの5頭のみ（後に行われた第139回天皇賞ではマイネルキッツ、アルナスライン、ドリームジャーニーほか2頭も3分14秒台をマークしている。）で、3分13秒台で駆け抜けたディープインパクト以外はのちに故障に苦しめられて早期引退に追い込まれている（2着のエリモエクスパイアもこのレース以後、故障で1年以上の休養を余儀なくされた）。このことから前年の天皇賞（春）以上にハードなレースであった。